# Ordinace v růžové zahradě

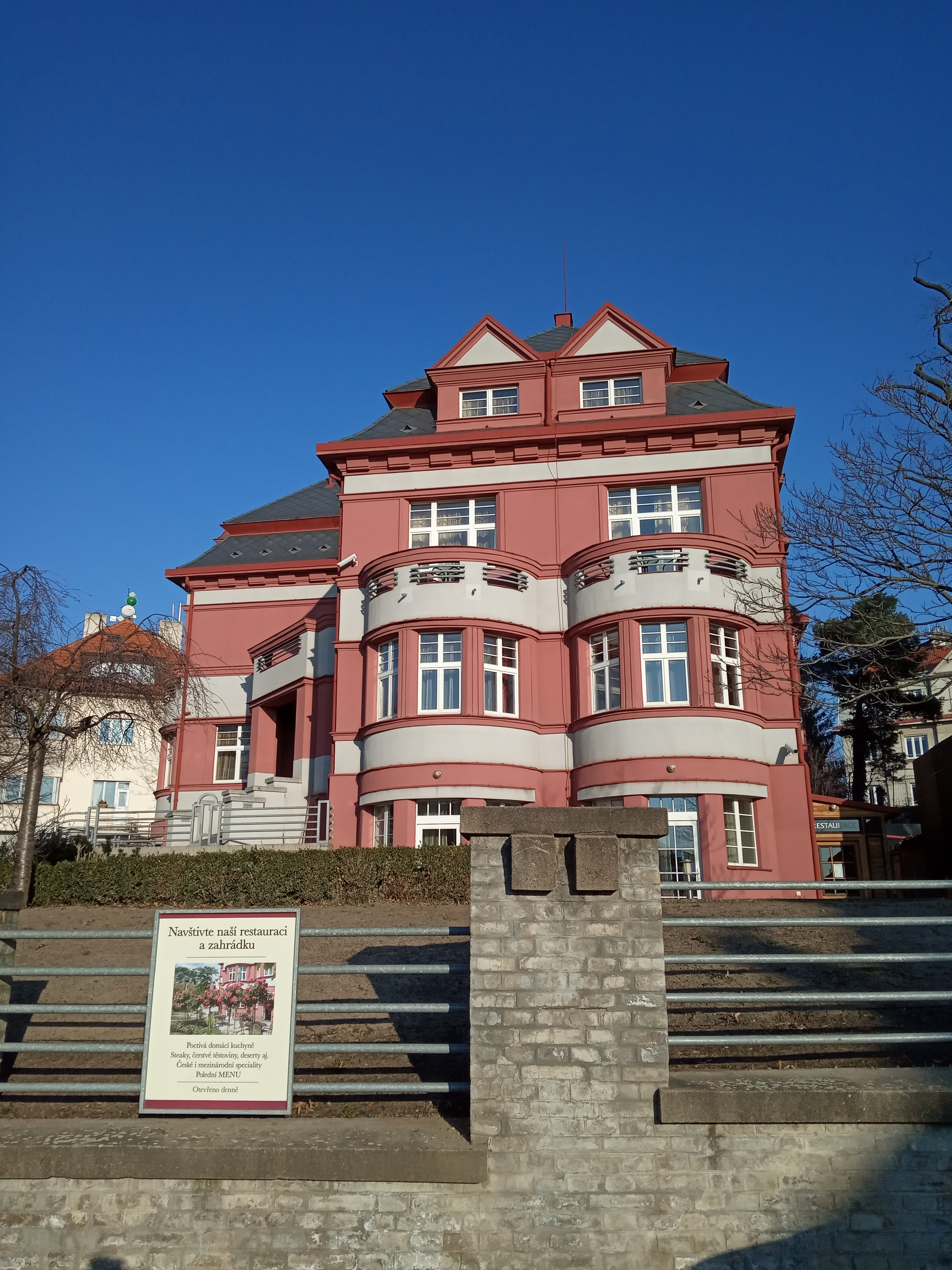
Vila v Okrajní ulici (Praha-Strašnice), kulisa natáčení seriálu

Ordinace v růžové zahradě 2 (do roku 2008 Ordinace v růžové zahradě) je český televizní seriál vysílaný v letech 2005–2021 na TV Nova, 2021–2025 na službě Voyo a od roku 2025 na službě Oneplay. Spadá do žánru mýdlových oper a řadí se k takzvaně nekonečným seriálům. Zpočátku se děj soustředil na soukromou gynekologickou ordinaci ve fiktivním městě Kamenice, které se nachází mezi Hradcem a Poděbrady. Začátkem roku 2008 získal seriál název Ordinace v růžové zahradě 2 a věnuje se celé kamenické nemocnici, zvláště však jejím oddělením chirurgie, gynekologie, pediatrie, záchranné služby, plastické chirurgie nebo i psychiatrie či interna.
Seriál byl od svého začátku do března 2020 vysílán každé úterý a čtvrtek v hlavním vysílacím čase. S obnovením vysílání na podzim 2020 došlo ke změně vysílacího schématu, kdy byl seriál nově vysílán pouze ve čtvrtek po dvou dílech a od roku 2021 již jen po jednom díle. Dříve seriál pravidelně sledoval více než milion diváků, na začátku roku 2020, po změně způsobu natáčení, sledovanost klesla pod 900 tisíc. Po patnácti letech vysílání Ordinace v růžové zahradě 2 oznámila TV Nova, že jarní sezóna 2021 bude poslední a konečnou řadou seriálu. Před uvedením finálové epizody bylo však oznámeno, že jarní sezóna 2021 bude pro seriál finální pouze na televizních obrazovkách, od podzimu téhož roku jsou nové díly uváděny výhradně na videoportálu Voyo, a později Oneplay.

## Historie seriálu

### 1.–3. řada (Ordinace v růžové zahradě)
Ordinace se začala vysílat 6. září 2005. Na obrazovky vstupovala společně s druhým dlouhodobým seriálem TV Nova Ulice. Oba seriály se staly hned oblíbenými. Při startu se s Ordinací počítalo jen jako s jednosezónním seriálem o 34 dílech, TV Nova se však rozhodla v seriálu pro jeho velkou úspěšnost pokračovat. Zásahy TV Nova do scénářů jednotlivých dílů se ale nelíbily tehdejší hlavní scenáristce Lucii Konečné. Ta se později rozhodla produkci seriálu opustit.
Seriál se dějově točil od svého začátku kolem soukromé gynekologické kliniky, ve které pracovali doktoři jako MUDr. Gita Petrová (Daniela Šinkorová), MUDr. Aleš Čížek (Ladislav Potměšil), MUDr. Čestmír Mázl (Petr Rychlý) či MUDr. Michal Šebek (Roman Zach), jejichž vedlejší prací byla i kamenická nemocnice. To samé platilo i pro pracující zdravotní sestřičky, jimiž byly Kamila Váchová (Linda Rybová), Mirka Kovaříková (Kristýna Kociánová) a Vendulka Holovská-Čížková (Veronika Jeníková). Dějem však zamíchaly postavy, které byly příbuznými či rodinnými příslušníky hlavních postav, například Pavel Vácha (David Prachař), Sylva Petrová (Veronika Arichteva), Ing. arch. Richard Petr (Aleš Procházka), Jakub Mázl (Ladislav Ondřej), Lucie Váchová-Hrušková (Ivana Jirešová) a další.
K soukromé gynekologické klinice se později přidala ještě soukromá pediatrická ordinace, kde se v hlavních rolích objevili např. MUDr. Běla Páleníková-Valšíková (Zlata Adamovská), MUDr. Prokop Hrubý (Ondřej Sokol), MUDr. Jaroslav Ženíšek (Zdeněk Žák) nebo Zuzana Tichá-Pantoflíčková (Veronika Gajerová) a Markéta Vorlová (Jitka Čvančarová). Ke konci roku 2007 se dostávala do čela děje více kamenická nemocnice, hlavně tedy gynekologie, ale později i pediatrie a chirurgie, kde zazářily postavy jako MUDr. Marek Kroupa (David Suchařípa), MUDr. Adam Suk (Josef Pejchal), MUDr. Martina Hermanová (Anna Polívková), MUDr. Tomáš Hruška (Jiří Langmajer), Bobina Tomanová (Miriam Kantorková), Gábina Šímová (Sandra Nováková) a další.

### 3.–5. řada
Od ledna roku 2008 se tvůrci rozhodli seriál přejmenovat a k jeho názvu přidali číslo dvě — Ordinace v růžové zahradě 2. V seriálu se změnilo rozložení děje. Gynekologie se přesunula do pozadí. Do popředí se dostala pediatrie a oddělení chirurgie a plastické chirurgie v kamenické nemocnici. Startem tzv. „dvojky“ odešly některé postavy a tedy i jejich herci, nahrazeny však byly zcela novými postavami. Staré postavy se např. do „dvojky“ nedostaly kvůli jejich úmrtí v „jedničce,“ například MUDr. Gita Petrová (Daniela Šinkorová). MUDr. Aleš Čížek (Ladislav Potměšil) seriál opustil krátce po startu jeho pokračování.
Mezi novými postavami byli: MUDr. Dalibor Frynta (Jan Šťastný), MUDr. Pavla Barnová (Barbora Munzarová), MUDr. Zdena Tichá-Suchá (Dana Morávková), MUDr. Lukáš Beneš (Pavel Batěk), MUDr. Vladimír Pusenský (Milan Bahúl), MUDr. Magda Tárová později Mázlová (Markéta Plánková), MUDr. Tereza Benešová (Monika Zoubková), MUDr. Monika Mandlová (Tereza Kostková) MUDr. Oskar Všetečka (Martin Písařík), MUDr. Ota Kovář (Martin Stránský), doc. MUDr. Eduard Valšík (Petr Štěpánek), MUDr. Petr Hanák (Radim Fiala),  MUDr. Radim Novák (Petr Vágner) a mnoho dalších.
Do děje mimo doktorů vstoupily i jiné postavy, Filip Vajner (Filip Tomsa), Marek Barna (Martin Holec), Marta Tichá (Vlasta Žehrová), Věra Barnová (Jitka Smutná), Jindřich Valšík (Vlastimil Zavřel) nebo Ing. Jan Haken (Martin Trnavský) a další.

### 6.–7. řada
Na podzim 2010 vstoupily do seriálu další nové postavy, jako např. nový primář chirurgie MUDr. David Suchý (Jan Čenský), nový ředitel Ing. Viktor Hofman (Jan Kanyza), MUDr. Ota Kovář (Martin Stránský) a nová vrchní sestra Babeta Trefná (Bára Štěpánová). V druhé části sezóny se přidali MUDr. Darek Vágner (Michal Novotný) a jeho sestra MUDr. Lea Vágnerová (Michaela Kuklová). Doplnila je poté nová zdravotní sestra Kateřina Vránová (Jana Stryková) a nový lékař MUDr. Bohdan Švarc (Martin Zounar).

### 8.–9. řada
Na podzim 2012 zasáhla děj seriálu smrt jedné z hlavních postav doktora Dalibora Frynty, který podlehl rakovině. Jako náhrada za Fryntu nastoupil do seriálu MUDr. Jáchym Kalina (Lukáš Hejlík). Smrt Frynty nebyla jediná ztráta, v druhé polovině sezóny odešel ze seriálu také MUDr. Ota Kovář, jenž opustil Ordinaci kvůli těžkým životním situacím. Rozhodl se pokračovat jako obvodní lékař v Počátkách, na jehož základě vznikl spin-off Ordinace Doktoři z Počátků.
Příchodem deváté řady se připojil k obsazení MUDr. Richard Varga (Maroš Kramár). Ordinace v další řadě ovšem znovu zaznamenala ztrátu dlouholeté postavy MUDr. Magdy Mázlové, která podlehla zástavě srdce. V druhé polovině deváté řady se do děje seriálu přidalo oddělení záchranné služby a nastoupily nové postavy, mezi nimiž byla nová doktorka MUDr. Andrea Blechová (Klára Cibulková), MUDr. Tomáš Zajíc (Braňo Holiček) a jeho kamarád Jirka Linhart (Adam Kraus).

### 10.–11. řada
Začátkem jubilejní desáté řady se mezi postavy připojili: nová pediatrička MUDr. Marie Pokorná (Dana Batulková), její syn MUDr. Radek Pokorný (Karel Heřmánek ml.), nový záchranářský dispečer Pavel Strnad (Filip Čáp), biologický otec Toníka, adoptovaného syna Davida a Zdeny Suchých, a nová sekretářka, sestřenice Babety Helga Otradovská (Martina Randová). V druhé polovině jubilejní řady převzal nemocnici nový ředitel MUDr. Štěpán Hejduk (Pavel Kikinčuk), který si do Ordinace přivedl také svoji dceru Stelu Seifertovou (Kamila Kikinčuková). Ani desátá řada se neobešla bez ztráty něterých postav, a to Pavla Strnada a doktorky Marie Pokorné. Poté do děje vstoupil Cyril Koliha (Pavel Soukup) a dva noví doktoři MUDr. Bára Nývltová (Barbora Jánová) a MUDr. René Seifert (Daniel Bambas).
Od ledna 2016 se do Ordinace po dvou a půl letech vrátil MUDr. Ota Kovář, jenž se rozhodl vrátit z Počátků. Zároveň nastoupila nová ambiciózní doktorka MUDr. Marika Lukáčová (Andrea Kerestešová), právnička JUDr. Naďa Růžičková (Lucie Zedníčková) a zdravotní sestřička v Růžovce Aloisie Kolomazníková (Jana Boušková). Odešli ale manželé Suší. Zdena Suchá (Dana Morávková) se po provalené nevěře odstěhovala na Slovensko a David Suchý (Jan Čenský) odjel na půl roku na stáž do africké Ugandy.
Na jaře 2016 seriál opustila postava Stely Seifertové (Kamila Kikinčuková), která se pohádala se svým manželem Tomášem Zajícem a zemřela na následky těžké autonehody. Po její smrti se celá její rodina odstěhovala z Kamenice Tomáš s malým narozeným synem Martínkem i s rodiči zesnulé Stely se přestěhovali jinam a stejně tak i René, který se odstěhoval do Prahy za svojí přítelkyní Bárou Nývltovou. Zároveň seriál opustil doktor Jáchym Kalina (Lukáš Hejlík).

### 12. řada
Do seriálu se v září 2016 vrátili manželé Zdena a David Suší, společně s nimi přibyla i nová postava, slovenský hokejista Andrej Martynčák (Ján Jackuliak), nový přítel Zdeny. Zároveň se objevilo několik nových postav, například nová doktorka Alena Rytířová (Michaela Badinková), do které se zamiloval Čestmír Mázl. Zároveň nastoupila Alenina matka Jarmila (Jana Paulová) a dcera Ema (Simona Lewandovská), do které se zamiloval Jakub, dále potom nový zdravotní bratr Vilém Brouček (Roman Štabrňák), který se skamarádil s Darkem a Lucií, nový mladý doktor Adam (Libor Stach) a drogově závislý doktor Leoš Mára (Robert Jašków), který byl nějaký čas primářem. Později se předávkoval kokainem a byl odvezen do protidrogové léčebny.
V lednu 2017 se (po 6 letech) vrátil bývalý manžel Běly Valšíkové doc. MUDr. Eduard Valšík (Petr Štěpánek). Dále přišla nová dětská doktorka a zároveň Valšíkova nová přítelkyně a budoucí žena MUDr. Brigita „Bibi“ Mrázková (Marika Šoposká). Pak do děje vstoupila psychicky labilní Šárka Šedivá (Štěpánka Fingerhutová), které zemřel otec. Doktor Hanák ho nestihl zachránit z hořícího auta, v důsledku čehož se Šárka na něj začala nezdravě upínat. Nastoupila do nemocnice jako nová sestra, aby mu byla nablízku a mohla intrikami zničit jeho šťastné manželství a osobní život. Další novou postavou od ledna 2017 byl MUDr. Karel Rytíř (Miroslav Etzler), bývalý manžel Aleny Rytířové.

### 13. řada
Ke konci léta 2017 do děje vstoupily další nové postavy. Nový záchranář Marek Doležal (Štěpán Benoni), který začal pracovat na záchranné službě v Kamenici s Brigitou Mrázkovou, nová zdravotní sestra Květa Hrzánová (Klára Oltová), do které se zamiloval Vilém Brouček. Květa přijela do Kamenice i se svými dětmi, medikem Jonášem (Milan Peroutka) a dcerou Františkou (Viktorie Rybová). Do děje vstoupil nalezený syn Bohdana Švarce Hugo (Matyáš Svoboda). Seriál opustili Marika Lukáčová, která odjela na stáž do Plzně, a Adam Svoboda, který skončil ve vazbě. Kromě nových postav se do seriálu vrátila z Ameriky Zdena Suchá s Martynčákem a dětmi Toníkem a Haničkou. Martynčák byl však později zatčen za domácí násilí.
V lednu 2018 se do děje vrátily staré i vstoupily nové postavy. Z Francie se ze stáže vrátila MUDr. Andrea Hanáková (Klára Cibulková) a z protidrogové léčebny se vrátil doc. MUDr. Leoš Mára (Robert Jašków), který nastoupil zpátky do Nemocnice Kamenice na chirurgii. Nastoupil i nový doktor Vojtěch Kratochvíl (Ivan Lupták). Před prázdninovou pauzou nastalo několik zlomů v životě záchranáře a chirurga Petra Hanáka (Radim Fiala), jemuž zemřela manželka Andrea Hanáková (Klára Cibulková). Byla smrtelně nemocná, zabil ji však Pavel Prchal, který střílel na svou manželku, ale Andrea skočila před ni a obětovala svůj život. Bývalý primář chirurgie MUDr. Ota Kovář (Martin Stránský) odešel z Nemocnice Kamenice a vzal nabídku od MUDr. Běly Valšíkové (Zlata Adamovská) pracovat jako pediatr v Růžovce a doc. MUDr. Leoš Mára (Robert Jašków) se stal dočasným primářem chirurgie.

### 14. řada
Na podzim 2018 přišel nový primář chirurgie MUDr. Jan Sekora (Jan Hájek), MUDr. Marika Lukáčová (Andrea Kerestešová) se vrátila ze stáže v Plzni. V lednu 2019 se vrátil z vězení bývalý hokejista a expřítel Zdeny Suché Andrej Martynčák (Ján Jackuliak), který pomohl Suchým v hledání ztracené Haničky. Po 10 letech se z USA vrátila dcera primáře gynekologie Mázla Naďa Mázlová (Petra Bučková), exmodelka, která se zamilovala do Karla Rytíře a na konci sezony spolu odjeli do Paříže. Do nemocnice na urgentní příjem přivezli vážně zraněného bohatého pacienta Radovana Jošta (Roman Luknár), který zůstal po autonehodě na vozíku. Lékařskou pomoc mu měsíce poté poskytovala vrchní sestra Květa Hrzánové, do které se zamiloval. Na konci sezony zaplatil jí a Vilíkovi svatbu. V Kamenici se po dlouhé době objevil i MUDr. Tomáš Zajíc (Braňo Holiček) se svým synem. Také se do Kamenice vrátil a do špitálu zpátky nastoupil MUDr. Adam Svoboda (Libor Stach), který ale na konci sezony z nešťastné lásky k Marice spáchal sebevraždu. Na boxu v Kamenici se Marek seznámil s mladou boxerkou Erikou (Marta Dancingerová), se kterou podvedl Bibi, což vyústilo v její odjezd z Kamenice a rozchod s Markem. V červnu 2019 se konala svatba Viléma Broučka (Roman Štabrňák) a Květy Hrzánové (Klára Oltová).

### 15. řada
Na podzim 2019 se v Kamenici objevil nevlastní bratr Bohdana Švarce Ludva (Zdeněk Godla). Na gynekologii nastoupil nový lékař Martin Brabec (Pavel Řezníček. Na oddělení chirurgie nastoupila mladá lékařka, snacha docenta Máry, Táňa Márová (Markéta Děrgelová). Později s ní nastoupil také její manžel, syn doc. Máry, Patrik Mára (Patrik Děrgel). V září 2019 na záchranku nastoupila nová šéfka Zita Drábová (Jana Holcová), jež nečekaně vplula do života doktoru Hanákovi (Radim Fiala) a stala se jeho součástí. Také Ota Kovář (Martin Stránský) posílil posádku záchranářů. Jako další se v seriálu objevily Daniela Stárková (Simona Krainová) a její seriálová dcera Josefína Stárková (Kateřina Marie Fialová). Josefína obvinila Martina Brabce (Pavel Řezníček) ze znásilnění, což se později prokázalo jako falešné obvinění. Bobo se usmířil s Ludvou i s matkou (Lenka Termerová). Později se Ludva k rodině Švarců přistěhoval a díky sázce s hejtmanem – Bobovým bratrem – získali nárok na jeden milion korun za to, že vydrželi jeden rok ve společné domácnosti.
Od prvního dílu roku 2020 má pořad modernější a akčnější obraz. Do seriálu se vrátila Dora (Dorka) Poláková (Lucie Černíková). Vzhledem k pandemii covidu-19 v Česku bylo 17. března 2020 dočasně přerušeno natáčení a vysílání seriálu.

### 16. řada
Koncem října 2020 nastoupila na chirurgii zdravotní sestra Rozália Silvánová, která se vydávala za svou zemřelou sestru, doktorku Beátu Tóthovou (Katarína Šafaříková). Spolu s ní do děje zasáhla dcera Beáty Júlie a její otec Štefan Tóth (Jan Bidlas), který v nemocnici začal pracovat jako sanitář. Poté, co zahynul při autonehodě, obě z nemocnice uprchly, jelikož pravda vyšla najevo a Rozálii hrozilo vězení. Na konci roku 2020 se do seriálu vrátila doktorka Brigita (Bibi) Mrázková (Marika Šoposká). Poté, co se manžel Lucie Vágnerové dozvěděl o jejím románku s doktorem Martinem Brabcem, ho surově napadl, následkem čehož skončil Brabec v umělém spánku. Jelikož měl jako následek částečnou amnézii, označil jako viníka Čestmíra Mázla, který ho v osudný den rovněž navštívil a následně mu zavolal záchranku. Později si však Brabec vzpomněl, že ho nenapadl Čestmír Mázl, ale Darek Vágner, výpověď ale nezměnil, jelikož mezitím ukradl Mázlův projekt. Mázl byl odsouzen na 3 roky do vězení, mezitím ale Dora Poláková začala Vágnera vydírat, jelikož mu na den napadení poskytla alibi. Vágner ji poté shodil z mostu a ona nepřežila, následkem čehož se Brabec rozhodl přiznat skutečný sled událostí. Ve čtvrtek 10. prosince 2020 byl odvysílán tisící díl seriálu.
Na jaře 2021 se objevily nové postavy, například slavný fotbalista Rostislav Král (Václav Jílek), který se zamiluje do sestřičky Radky Loudové (Anna Slováčková), a jeho fotbalový manažer Mirek Štvrťák (Petr Čtvrtníček). Na dětský urgent nastoupil lékař a nejlepší kamarád Patrika Máry (Patrik Děrgel) ze studií medicíny Daniel Zach (Robert Urban), který se zamiluje do Bibi Mrázkové. Bohdan Švarc se ze záchranky vrátil zpět na chirurgii.

### 17. řada
Podzimní sezóna roku 2021 se odehrává rok po sezóně předchozí. Z mostu v Praze byl shozen lékař Robert Hanzl (Daniel Tůma), který byl pod jménem Robert Nový převezen do Kamenické nemocnice. Zde se zotavuje pod dozorem doktorky a policistky Sandry Hájkové (Sarah Haváčová) a policisty Libora (Martin Kraus). Do baru U Čerta zavítala koketní servírka Monika (Pavla Dostálová), které padl do oka gynekolog Brabec.
Táňa se rozešla s primářem Márou, což vyústilo v jeho problémy s alkoholem. Pediatr Dan spřádá další plány pro získání Bibi, která se na konci minulé sezóny provdala za Patrika Máru. Zatímco se barmanka Lucie snaží ze všech sil uživit rodinu, z vězení ji otravuje její manžel Darek.
V druhé polovině podzimní části do Kamenické nemocnice znovu nastoupí Táňa s jejím novým přítelem Michalem (Juraj Bača). Z Karibiku se vrací také Mázlovi, kteří pokládají doktora Brabce za zrádce a podvodníka.
17. řada vyvrcholila 27. ledna 2022, kdy Čestmír Mázl údajně zahyne při střelbě v Mexiku.

### 18. řada
Děj jarní sezóny roku 2022 začíná 3 měsíce po událostech minulé série. Do Kamenice se po šesti letech vrací Jáchym Kalina (Lukáš Hejlík) a s ním i jeho manželka Eva (Patricie Pagáčová) coby nová vrchní sestra chirurgie. Do fakultního programu, který Jáchym vede, byli přijati 3 medici: Bianka Kaštánková (Rosálie Malinská), Dominika Vaňková (Tereza Těžká) a Ondřej Berkovec (Jiří Böhm). Poslední zmíněný se zamiluje do Aleny Mázlové, které nedávno zemřel manžel.
Bobovi se hroutí svět, jelikož ho opustila jeho manželka Heluš. Společnou řeč najde se zdravotním bratrem Vilíkem, který dopadl úplně stejně. Radka s Vojtou se po svatbě zúčastnili večírku, na kterém byla Radka znásilněna. Nikdo jí ale vzhledem k její vztahové minulosti nevěří. Do celé situace se vloží i Hanákovi, když zjistí, že údajný predátor je jejich soused Michal, který také pracuje v kamenické nemocnici.

### 19. řada
Bobo Švarc se po konci 18. sezóny, kdy vznikl vztah mezi Vilíkem a Evou, nehodlá od této dvojice vzdálit. Proto mu musí najít přítelkyni a s pomocí Jáchyma Kaliny ho zasvětí do tajů seznamování prostřednictvím mobilních aplikací. Biance Kaštánkové se líbí známý influencer Sam Trojan (Petr Havránek). Když ho po úrazu přivezou do nemocnice v Kamenici, o Biance se omylem začne psát jako o jeho přítelkyni. Ona nechce uvádět věci na pravou míru, ale naopak z toho vytěžit vše, co se dá. Táňa a Leoš se znovu snaží o dítě. Táňa se i citově fixovala na novorozence Budulínka, jehož otec je po smrti a matka v ohrožení života. Poklidný život zasnoubeného páru Aleny a Ondry naruší Čestmír, který byl po útoku drogového kartelu v Mexiku konečně prohlášen za mrtvého. Čestmír se Aleně zjevuje ve snech a vede s ní diskuze o jeho smrti a pohřbu.
V díle 1080 se vrací Čestmír Mázl (Petr Rychlý) z Mexika po traumatických událostech.

### 20. řada
Kamenická nemocnice bude mít nového primáře. Tím se po intrice finanční ředitelky Dariny stane Bohdan Švarc. Primariát nechvalně proslulého lékaře pochopitelně vzbudí povyk a nesouhlas. Čestmír Mázl se touží vrátit k běžnému životu, ale jeho žena Alena utíká zpět do náruče milence, medika Ondry. Čestmír následně potká Ivetu (Kateřina Brožová), která do jeho uzdravování i života výrazně zasáhne.
Patrikovi se stýská po manželce Bibi, která se za ním vzhledem k pracovním povinnostem v zahraničí pořád nemůže vrátit. Do kamenické nemocnice nastoupí nová zdravotní sestra, zábavná a svéhlavá Johana (Sabina Rojková), která zamíchá kartami a brzy bude všem jasné, že si s Patrikem nebudou uplně lhostejní. A Bibi bude muset jednat.
Těžší chvíle čekají Hanákovy a Kratochvílovy. Do jejich života zasáhne matka mrtvého násilníka Michala Rennera Lívia (Zdena Studénková). S ní do Kamenice přijíždí syn Braňo (Vladislav Plevčík), aby zesnulého syna a bratra pomstili.

## Obsazení
Legenda

### Lékaři a záchranáři
| Postava                           | Obsazení            | Řady            | Řady            | Řady            | Řady            | Řady            | Řady            | Řady            | Řady            | Řady            | Řady            | Řady            | Řady            | Řady            | Řady            | Řady            | Řady            | Řady            | Řady            | Řady            | Řady            | Řady            | Řady            | Řady            | Řady            | Poznámky                                      | Příčina smrti                |
| Postava                           | Obsazení            | 1               | 2               | 3               | 4               | 5               | 6               | 7               | 8               | 9               | 10              | 11              | 12              | 13              | 14              | 15              | 16              | 17              | 18              | 19              | 20              | 21              | 22              | 23              | 24              | Poznámky                                      | Příčina smrti                |
| --------------------------------- | ------------------- | --------------- | --------------- | --------------- | --------------- | --------------- | --------------- | --------------- | --------------- | --------------- | --------------- | --------------- | --------------- | --------------- | --------------- | --------------- | --------------- | --------------- | --------------- | --------------- | --------------- | --------------- | --------------- | --------------- | --------------- | --------------------------------------------- | ---------------------------- |
| MUDr. Čestmír Mázl                | Petr Rychlý         | hlavní          | hlavní          | hlavní          | hlavní          | hlavní          | hlavní          | hlavní          | hlavní          | hlavní          | hlavní          | hlavní          | hlavní          | hlavní          | hlavní          | hlavní          | hlavní          | hlavní          | Does not appear | hlavní          | hlavní          | hlavní          | hlavní          | hlavní          | hlavní          | Falešná smrt v díle 1045, návrat v díle 1080. |                              |
| MUDr. Jakub Mázl                  | Ladislav Ondřej     | hlavní          | hlavní          | hlavní          | hlavní          | hlavní          | hlavní          | hlavní          | hlavní          | hlavní          | hlavní          | hlavní          | hlavní          | hlavní          | hlavní          | hlavní          | hlavní          | Does not appear | hlavní          | hlavní          | hlavní          | hlavní          | hlavní          | hlavní          | hlavní          |                                               |                              |
| MUDr. Běla Páleníková-Valšíková   | Zlata Adamovská     | Does not appear | hlavní          | hlavní          | hlavní          | hlavní          | hlavní          | hlavní          | hlavní          | hlavní          | hlavní          | hlavní          | hlavní          | hlavní          | hlavní          | hlavní          | hlavní          | hlavní          | hlavní          | hlavní          | hlavní          | hlavní          | hlavní          | hlavní          | hlavní          |                                               |                              |
| MUDr. Petr Hanák                  | Radim Fiala         | Does not appear | Does not appear | hlavní          | hlavní          | hlavní          | hlavní          | hlavní          | hlavní          | hlavní          | hlavní          | hlavní          | hlavní          | hlavní          | hlavní          | hlavní          | hlavní          | hlavní          | hlavní          | hlavní          | hlavní          | hlavní          | hlavní          | hlavní          | hlavní          |                                               |                              |
| MUDr. Bohdan Švarc                | Martin Zounar       | Does not appear | Does not appear | Does not appear | Does not appear | Does not appear | Does not appear | hlavní          | hlavní          | hlavní          | hlavní          | hlavní          | hlavní          | hlavní          | hlavní          | hlavní          | hlavní          | hlavní          | hlavní          | hlavní          | hlavní          | hlavní          | hlavní          | hlavní          | hlavní          |                                               |                              |
| MUDr. Darek Vágner                | Michal Novotný      | Does not appear | Does not appear | Does not appear | Does not appear | Does not appear | hlavní          | hlavní          | hlavní          | hlavní          | hlavní          | hlavní          | hlavní          | hlavní          | hlavní          | hlavní          | hlavní          | hlavní          | Does not appear | Does not appear | Does not appear | Does not appear | Does not appear | Does not appear | Does not appear |                                               |                              |
| MUDr. David Suchý                 | Jan Čenský          | Does not appear | Does not appear | Does not appear | Does not appear | Does not appear | hlavní          | hlavní          | hlavní          | hlavní          | hlavní          | hlavní          | hlavní          | hlavní          | hlavní          | hlavní          | hlavní          | hlavní          | hlavní          | hlavní          | hlavní          | hlavní          | hlavní          | hlavní          | hlavní          |                                               |                              |
| Doc. MUDr. Leoš Mára              | Robert Jašków       | Does not appear | Does not appear | Does not appear | Does not appear | Does not appear | Does not appear | Does not appear | Does not appear | Does not appear | Does not appear | Does not appear | hlavní          | hlavní          | hlavní          | hlavní          | hlavní          | hlavní          | hlavní          | hlavní          | hlavní          | hlavní          | hlavní          | hlavní          | hlavní          |                                               |                              |
| MUDr. Ota Kovář                   | Martin Stránský     | Does not appear | Does not appear | Does not appear | Does not appear | hlavní          | hlavní          | hlavní          | hlavní          | Does not appear | Does not appear | hlavní          | hlavní          | hlavní          | hlavní          | hlavní          | hlavní          | hlavní          | hlavní          | hlavní          | hlavní          | Does not appear | Does not appear | Does not appear | Does not appear |                                               |                              |
| MUDr. Alena Mázlová               | Michaela Badinková  | Does not appear | Does not appear | Does not appear | Does not appear | Does not appear | Does not appear | Does not appear | Does not appear | Does not appear | Does not appear | hlavní          | hlavní          | hlavní          | hlavní          | hlavní          | hlavní          | hlavní          | hlavní          | hlavní          | hlavní          | Does not appear | Does not appear | Does not appear | Does not appear |                                               |                              |
| Prof. doc. MUDr. Eduard Valšík    | Petr Štěpánek       | Does not appear | Does not appear | Does not appear | hlavní          | hlavní          | hlavní          | hlavní          | hlavní          | hlavní          | hlavní          | hlavní          | hlavní          | hlavní          | hlavní          | hlavní          | hlavní          | hlavní          | hlavní          | hlavní          | hlavní          | hlavní          | hlavní          | hlavní          | hlavní          |                                               |                              |
| MUDr. Daniel Zach                 | Robert Urban        | Does not appear | Does not appear | Does not appear | Does not appear | Does not appear | Does not appear | Does not appear | Does not appear | Does not appear | Does not appear | Does not appear | Does not appear | Does not appear | Does not appear | Does not appear | hlavní          | hlavní          | hlavní          | hlavní          | hlavní          | hlavní          | hlavní          | hlavní          | hlavní          |                                               |                              |
| MUDr. Michal Renner               | Juraj Bača          | Does not appear | Does not appear | Does not appear | Does not appear | Does not appear | Does not appear | Does not appear | Does not appear | Does not appear | Does not appear | Does not appear | Does not appear | Does not appear | Does not appear | Does not appear | Does not appear | hlavní          |                 | Does not appear | Does not appear | Does not appear | Does not appear | Does not appear | Does not appear | † – 1068. díl                                 | pád ze střechy               |
| MUDr. Jáchym Kalina               | Lukáš Hejlík        | Does not appear | Does not appear | Does not appear | Does not appear | Does not appear | Does not appear | Does not appear | hlavní          | hlavní          | hlavní          | hlavní          | Does not appear | Does not appear | Does not appear | Does not appear | Does not appear | Does not appear | hlavní          | hlavní          | hlavní          | hlavní          | hlavní          | hlavní          | hlavní          |                                               |                              |
| MUDr. Ondřej Berkovec             | Jiří Böhm           | Does not appear | Does not appear | Does not appear | Does not appear | Does not appear | Does not appear | Does not appear | Does not appear | Does not appear | Does not appear | Does not appear | Does not appear | Does not appear | Does not appear | Does not appear | Does not appear | Does not appear | hlavní          | hlavní          | hlavní          | hlavní          | hlavní          | hlavní          | hlavní          |                                               |                              |
| MUDr. Bianka (Bohunka) Kaštánková | Rosalie Malinská    | Does not appear | Does not appear | Does not appear | Does not appear | Does not appear | Does not appear | Does not appear | Does not appear | Does not appear | Does not appear | Does not appear | Does not appear | Does not appear | Does not appear | Does not appear | Does not appear | Does not appear | hlavní          | hlavní          | hlavní          | hlavní          | hlavní          | hlavní          | hlavní          |                                               |                              |
| MUDr. Dominika Vaňková            | Tereza Těžká        | Does not appear | Does not appear | Does not appear | Does not appear | Does not appear | Does not appear | Does not appear | Does not appear | Does not appear | Does not appear | Does not appear | Does not appear | Does not appear | Does not appear | Does not appear | Does not appear | Does not appear | hlavní          | hlavní          | hlavní          | hlavní          | hlavní          | hlavní          | hlavní          |                                               |                              |
| MUDr. Marek Doležal †             | Štěpán Benoni       | Does not appear | Does not appear | Does not appear | Does not appear | Does not appear | Does not appear | Does not appear | Does not appear | Does not appear | Does not appear | Does not appear | Does not appear | hlavní          | hlavní          | hlavní          | hlavní          | Does not appear | hlavní          | hlavní          |                 | Does not appear | Does not appear | Does not appear | Does not appear | † - 1138. díl                                 | náraz do hlavy na staveništi |
| MUDr. Vojtěch Kratochvíl          | Ivan Lupták         | Does not appear | Does not appear | Does not appear | Does not appear | Does not appear | Does not appear | Does not appear | Does not appear | Does not appear | Does not appear | Does not appear | Does not appear | hlavní          | hlavní          | hlavní          | hlavní          | hlavní          | hlavní          | hlavní          | hlavní          | hlavní          | hlavní          | hlavní          | hlavní          |                                               |                              |
| MUDr. Táňa Márová                 | Markéta Děrgelová   | Does not appear | Does not appear | Does not appear | Does not appear | Does not appear | Does not appear | Does not appear | Does not appear | Does not appear | Does not appear | Does not appear | Does not appear | Does not appear | Does not appear | hlavní          | hlavní          | hlavní          | hlavní          | hlavní          | hlavní          | hlavní          | hlavní          | hlavní          | hlavní          |                                               |                              |
| MUDr. Patrik Mára                 | Patrik Děrgel       | Does not appear | Does not appear | Does not appear | Does not appear | Does not appear | Does not appear | Does not appear | Does not appear | Does not appear | Does not appear | Does not appear | Does not appear | Does not appear | Does not appear | hlavní          | hlavní          | hlavní          | hlavní          | hlavní          | hlavní          | hlavní          | hlavní          | hlavní          | hlavní          |                                               |                              |
| MUDr. Martin Brabec               | Pavel Řezníček      | Does not appear | Does not appear | Does not appear | Does not appear | Does not appear | Does not appear | Does not appear | Does not appear | Does not appear | Does not appear | Does not appear | Does not appear | Does not appear | Does not appear | hlavní          | hlavní          | hlavní          | hlavní          | hlavní          | hlavní          | hlavní          | hlavní          | hlavní          | hlavní          |                                               |                              |
| MUDr. Zita Hanáková               | Jana Holcová        | Does not appear | Does not appear | Does not appear | Does not appear | Does not appear | Does not appear | Does not appear | Does not appear | Does not appear | Does not appear | Does not appear | Does not appear | Does not appear | Does not appear | hlavní          | hlavní          | hlavní          | hlavní          | hlavní          | hlavní          | hlavní          | hlavní          | hlavní          | hlavní          |                                               |                              |
| MUDr. Zdena Suchá                 | Dana Morávková      | Does not appear | Does not appear | Does not appear | hlavní          | hlavní          | hlavní          | hlavní          | hlavní          | hlavní          | hlavní          | hlavní          | hlavní          | hlavní          | hlavní          | hlavní          | hlavní          | hlavní          | hlavní          | hlavní          | hlavní          | hlavní          | hlavní          | hlavní          | hlavní          |                                               |                              |
| Beáta Tóthová/Rozálie Silvánová   | Katarína Šafaříková | Does not appear | Does not appear | Does not appear | Does not appear | Does not appear | Does not appear | Does not appear | Does not appear | Does not appear | Does not appear | Does not appear | Does not appear | Does not appear | Does not appear | Does not appear | hlavní          | Does not appear | Does not appear | Does not appear | Does not appear | Does not appear | Does not appear | Does not appear | Does not appear |                                               |                              |
| MUDr. Marika Lukáčová             | Andrea Kerestešová  | Does not appear | Does not appear | Does not appear | Does not appear | Does not appear | Does not appear | Does not appear | Does not appear | Does not appear | Does not appear | hlavní          | hlavní          | hlavní          | hlavní          | hlavní          | hlavní          | Does not appear | Does not appear | Does not appear | Does not appear | Does not appear | Does not appear | Does not appear | Does not appear |                                               |                              |
| MUDr. Jan Sekora                  | Jan Hájek           | Does not appear | Does not appear | Does not appear | Does not appear | Does not appear | Does not appear | Does not appear | Does not appear | Does not appear | Does not appear | Does not appear | Does not appear | Does not appear | hlavní          | hlavní          | hlavní          | Does not appear | Does not appear | Does not appear | Does not appear | Does not appear | Does not appear | Does not appear | Does not appear |                                               |                              |
| MUDr. Adam Svoboda †              | Libor Stach         | Does not appear | Does not appear | Does not appear | Does not appear | Does not appear | Does not appear | Does not appear | Does not appear | Does not appear | Does not appear | Does not appear | hlavní          | hlavní          |                 | hlavní          | Does not appear | Does not appear | Does not appear | Does not appear | Does not appear | Does not appear | Does not appear | Does not appear | Does not appear | † – 905. díl,* – vrátil se ve vzpomínkách     | sebevražda                   |
| MUDr. Karel Rytíř                 | Miroslav Etzler     | Does not appear | Does not appear | Does not appear | Does not appear | Does not appear | Does not appear | Does not appear | Does not appear | Does not appear | Does not appear | Does not appear | hlavní          | hlavní          | hlavní          | Does not appear | Does not appear | Does not appear | Does not appear | Does not appear | Does not appear | Does not appear | Does not appear | Does not appear | Does not appear |                                               |                              |
| MUDr. Andrea Hanáková †           | Klára Cibulková     | Does not appear | Does not appear | Does not appear | Does not appear | Does not appear | Does not appear | Does not appear | Does not appear | hlavní          | hlavní          | hlavní          | hlavní          |                 | Does not appear | Does not appear | Does not appear | Does not appear | Does not appear | Does not appear | Does not appear | Does not appear | Does not appear | Does not appear | Does not appear | † – 820. díl                                  | následky postřelení          |
| MUDr. Jaroslav Ženíšek            | Zdeněk Žák          | Does not appear | hlavní          | hlavní          | hlavní          | Does not appear | Does not appear | Does not appear | Does not appear | Does not appear | Does not appear | hlavní          | hlavní          | Does not appear | Does not appear | Does not appear | Does not appear | Does not appear | Does not appear | Does not appear | Does not appear | Does not appear | Does not appear | Does not appear | Does not appear |                                               |                              |
| MUDr. Karel Seifert               | Jan Kačer           | Does not appear | Does not appear | Does not appear | Does not appear | Does not appear | Does not appear | Does not appear | Does not appear | Does not appear | Does not appear | hlavní          | hlavní          | Does not appear | Does not appear | Does not appear | Does not appear | Does not appear | Does not appear | Does not appear | Does not appear | Does not appear | Does not appear | Does not appear | Does not appear |                                               |                              |
| MUDr. Štěpán Hejduk               | Pavel Kikinčuk      | Does not appear | Does not appear | Does not appear | Does not appear | Does not appear | Does not appear | Does not appear | Does not appear | Does not appear | hlavní          | hlavní          | hlavní          | Does not appear | Does not appear | Does not appear | Does not appear | Does not appear | Does not appear | Does not appear | Does not appear | Does not appear | Does not appear | Does not appear | Does not appear |                                               |                              |
| MUDr. René Seifert                | Daniel Bambas       | Does not appear | Does not appear | Does not appear | Does not appear | Does not appear | Does not appear | Does not appear | Does not appear | Does not appear | Does not appear | hlavní          | hlavní          | Does not appear | Does not appear | Does not appear | Does not appear | Does not appear | Does not appear | Does not appear | Does not appear | Does not appear | Does not appear | Does not appear | Does not appear |                                               |                              |
| MUDr. Richard Varga               | Maroš Kramár        | Does not appear | Does not appear | Does not appear | Does not appear | Does not appear | Does not appear | Does not appear | hlavní          | Does not appear | Does not appear | hlavní          | hlavní          | Does not appear | Does not appear | Does not appear | Does not appear | Does not appear | Does not appear | Does not appear | Does not appear | Does not appear | Does not appear | Does not appear | Does not appear |                                               |                              |
| MUDr. Jan Pantoflíček             | Ota Jirák           | Does not appear | hlavní          | hlavní          | Does not appear | Does not appear | hlavní          | hlavní          | hlavní          | hlavní          | hlavní          | hlavní          | Does not appear | Does not appear | Does not appear | Does not appear | Does not appear | Does not appear | Does not appear | Does not appear | Does not appear | Does not appear | Does not appear | Does not appear | Does not appear |                                               |                              |
| MUDr. Radek Pokorný               | Karel Heřmánek, ml. | Does not appear | Does not appear | Does not appear | Does not appear | Does not appear | Does not appear | Does not appear | Does not appear | Does not appear | hlavní          | hlavní          | Does not appear | Does not appear | Does not appear | Does not appear | Does not appear | Does not appear | Does not appear | Does not appear | Does not appear | Does not appear | Does not appear | Does not appear | Does not appear |                                               |                              |
| MUDr. Tomáš Zajíc                 | Braňo Holiček       | Does not appear | Does not appear | Does not appear | Does not appear | Does not appear | Does not appear | Does not appear | Does not appear | hlavní          | hlavní          | hlavní          | Does not appear | Does not appear | Does not appear | Does not appear | Does not appear | Does not appear | Does not appear | Does not appear | Does not appear | Does not appear | Does not appear | Does not appear | Does not appear |                                               |                              |
| MUDr. Barbora Nývltová            | Barbora Jánová      | Does not appear | Does not appear | Does not appear | Does not appear | Does not appear | Does not appear | Does not appear | Does not appear | Does not appear | hlavní          | hlavní          | Does not appear | Does not appear | Does not appear | Does not appear | Does not appear | Does not appear | Does not appear | Does not appear | Does not appear | Does not appear | Does not appear | Does not appear | Does not appear |                                               |                              |
| MUDr. Aisha Nakabugo Kingi        | Eliška Boušková     | Does not appear | Does not appear | Does not appear | Does not appear | Does not appear | Does not appear | Does not appear | Does not appear | Does not appear | Does not appear | hlavní          | Does not appear | Does not appear | Does not appear | Does not appear | Does not appear | Does not appear | Does not appear | Does not appear | Does not appear | Does not appear | Does not appear | Does not appear | Does not appear |                                               |                              |
| Ing. Viktor Hofman †              | Jan Kanyza          | Does not appear | Does not appear | Does not appear | Does not appear | hlavní          | hlavní          | hlavní          | hlavní          | hlavní          | hlavní          | hlavní          | Does not appear | Does not appear | Does not appear | Does not appear |                 | Does not appear | Does not appear | Does not appear | Does not appear | Does not appear | Does not appear | Does not appear | Does not appear | † - díl 1001 - Švýcarsko                      | Alzheimerova nemoc           |
| Zdeněk Zeman                      | Ondřej Kavan        | Does not appear | Does not appear | Does not appear | Does not appear | Does not appear | Does not appear | Does not appear | Does not appear | Does not appear | Does not appear | hlavní          | Does not appear | Does not appear | Does not appear | Does not appear | Does not appear | Does not appear | Does not appear | Does not appear | Does not appear | Does not appear | Does not appear | Does not appear | Does not appear |                                               |                              |
| MUDr. Dalibor Frynta †            | Jan Šťastný         | Does not appear | Does not appear | hlavní          | hlavní          | hlavní          | hlavní          | hlavní          |                 | Does not appear | Does not appear | hlavní*         | Does not appear | Does not appear | Does not appear | Does not appear | Does not appear | Does not appear | Does not appear | Does not appear | Does not appear | Does not appear | Does not appear | Does not appear | Does not appear | † – 361. díl; * – vrátil se ve vzpomínkách    | rakovina plic                |
| MUDr. Marie Pokorná †             | Dana Batulková      | Does not appear | Does not appear | Does not appear | Does not appear | Does not appear | Does not appear | Does not appear | Does not appear | Does not appear |                 | Does not appear | Does not appear | Does not appear | Does not appear | Does not appear | Does not appear | Does not appear | Does not appear | Does not appear | Does not appear | Does not appear | Does not appear | Does not appear | Does not appear | † – 546. díl                                  | žloutenka                    |
| Mgr. Roman Kříž                   | Tomáš Krejčíř       | hlavní          | Does not appear | Does not appear | hlavní          | Does not appear | Does not appear | Does not appear | Does not appear | hlavní          | hlavní          | Does not appear | Does not appear | Does not appear | Does not appear | Does not appear | Does not appear | Does not appear | Does not appear | Does not appear | Does not appear | Does not appear | Does not appear | Does not appear | Does not appear |                                               |                              |
| Pavel Strnad †                    | Filip Čáp           | Does not appear | Does not appear | Does not appear | Does not appear | Does not appear | Does not appear | Does not appear | Does not appear | Does not appear |                 | Does not appear | Does not appear | Does not appear | Does not appear | Does not appear | Does not appear | Does not appear | Does not appear | Does not appear | Does not appear | Does not appear | Does not appear | Does not appear | Does not appear | † – 566. díl                                  | autonehoda                   |
| MUDr. Magda Mázlová †             | Markéta Plánková    | Does not appear | Does not appear | hlavní          | hlavní          | hlavní          | hlavní          | hlavní          | hlavní          |                 | Does not appear | Does not appear | Does not appear | Does not appear | Does not appear | Does not appear | Does not appear | Does not appear | Does not appear | Does not appear | Does not appear | Does not appear | Does not appear | Does not appear | Does not appear | † – 456. díl                                  | zástava srdce                |
| MUDr. Vojtěch Kaňka               | Michal Holán        | Does not appear | hlavní          | hlavní          | Does not appear | Does not appear | Does not appear | Does not appear | Does not appear | hlavní          | Does not appear | Does not appear | Does not appear | Does not appear | Does not appear | Does not appear | Does not appear | Does not appear | Does not appear | Does not appear | Does not appear | Does not appear | Does not appear | Does not appear | Does not appear |                                               |                              |
| MUDr. Šimon Žáček                 | Saša Rašilov        | Does not appear | Does not appear | Does not appear | Does not appear | Does not appear | Does not appear | hlavní          | hlavní          | hlavní          | Does not appear | Does not appear | Does not appear | Does not appear | Does not appear | Does not appear | Does not appear | Does not appear | Does not appear | Does not appear | Does not appear | Does not appear | Does not appear | Does not appear | Does not appear |                                               |                              |
| MUDr. Marek Kroupa                | David Suchařípa     | hlavní          | hlavní          | hlavní          | Does not appear | Does not appear | Does not appear | Does not appear | hlavní          | Does not appear | Does not appear | Does not appear | Does not appear | Does not appear | Does not appear | Does not appear | Does not appear | Does not appear | Does not appear | Does not appear | Does not appear | Does not appear | Does not appear | Does not appear | Does not appear |                                               |                              |
| MUDr. Vladimír Pusenský           | Milan Bahúl         | Does not appear | Does not appear | hlavní          | hlavní          | hlavní          | hlavní          | Does not appear | hlavní          | Does not appear | Does not appear | Does not appear | Does not appear | Does not appear | Does not appear | Does not appear | Does not appear | Does not appear | Does not appear | Does not appear | Does not appear | Does not appear | Does not appear | Does not appear | Does not appear |                                               |                              |
| MUDr. Lea Vágnerová †             | Michaela Kuklová    | Does not appear | Does not appear | Does not appear | Does not appear | Does not appear | hlavní          | Does not appear |                 | Does not appear | Does not appear | Does not appear | Does not appear | Does not appear | Does not appear | Does not appear | Does not appear | Does not appear | Does not appear | Does not appear | Does not appear | Does not appear | Does not appear | Does not appear | Does not appear | † – 512. díl                                  | sebevražda                   |
| MUDr. Pavla Pusenská              | Barbora Munzarová   | Does not appear | Does not appear | Does not appear | hlavní          | hlavní          | hlavní          | hlavní          | Does not appear | Does not appear | Does not appear | Does not appear | Does not appear | Does not appear | Does not appear | Does not appear | Does not appear | Does not appear | Does not appear | Does not appear | Does not appear | Does not appear | Does not appear | Does not appear |                 |                                               |                              |
| MUDr. Lukáš Beneš                 | Pavel Batěk         | Does not appear | Does not appear | hlavní          | hlavní          | hlavní          | hlavní          | hlavní          | Does not appear | Does not appear | Does not appear | Does not appear | Does not appear | Does not appear | Does not appear | Does not appear | Does not appear | Does not appear | Does not appear | Does not appear | Does not appear | Does not appear | Does not appear | Does not appear | Does not appear |                                               |                              |
| MUDr. Radim Novák                 | Petr Vágner         | Does not appear | Does not appear | hlavní          | hlavní          | hlavní          | hlavní          | hlavní          | Does not appear | Does not appear | Does not appear | Does not appear | Does not appear | Does not appear | Does not appear | Does not appear | Does not appear | Does not appear | Does not appear | Does not appear | Does not appear | Does not appear | Does not appear | Does not appear | Does not appear |                                               |                              |
| MUDr. Adam Suk                    | Josef Pejchal       | hlavní          | hlavní          | hlavní          | hlavní          | hlavní          | hlavní          | Does not appear | Does not appear | Does not appear | Does not appear | Does not appear | Does not appear | Does not appear | Does not appear | Does not appear | Does not appear | Does not appear | Does not appear | Does not appear | Does not appear | Does not appear | Does not appear | Does not appear | Does not appear |                                               |                              |
| MUDr. Monika Mandlová             | Tereza Kostková     | Does not appear | Does not appear | Does not appear | hlavní          | hlavní          | hlavní          | Does not appear | Does not appear | Does not appear | Does not appear | Does not appear | Does not appear | Does not appear | Does not appear | Does not appear | Does not appear | Does not appear | Does not appear | Does not appear | Does not appear | Does not appear | Does not appear | Does not appear | Does not appear |                                               |                              |
| MUDr. Tereza Benešová             | Monika Zoubková     | Does not appear | Does not appear | hlavní          | hlavní          | hlavní          | Does not appear | Does not appear | Does not appear | Does not appear | Does not appear | Does not appear | Does not appear | Does not appear | hlavní          | Does not appear | Does not appear | Does not appear | Does not appear | Does not appear | Does not appear | Does not appear | Does not appear | Does not appear | Does not appear |                                               |                              |
| MUDr. Robert Šambera †            | Petr Konáš          | Does not appear | Does not appear | Does not appear | Does not appear |                 | Does not appear | Does not appear | Does not appear | Does not appear | Does not appear | Does not appear | Does not appear | Does not appear | Does not appear | Does not appear | Does not appear | Does not appear | Does not appear | Does not appear | Does not appear | Does not appear | Does not appear | Does not appear | Does not appear | † – 194. díl (Ordinace v růžové zahradě 2)    | autonehoda                   |
| MUDr. Oskar Všetečka              | Martin Písařík      | Does not appear | Does not appear | hlavní          | hlavní          | hlavní          | Does not appear | Does not appear | Does not appear | Does not appear | Does not appear | Does not appear | Does not appear | Does not appear | Does not appear | Does not appear | Does not appear | Does not appear | Does not appear | Does not appear | Does not appear | Does not appear | Does not appear | Does not appear | Does not appear |                                               |                              |
| MUDr. Aleš Čížek †                | Ladislav Potměšil   | hlavní          | hlavní          | hlavní          |                 | Does not appear | Does not appear | Does not appear | Does not appear | Does not appear | Does not appear | Does not appear | Does not appear | Does not appear | Does not appear | Does not appear | Does not appear | Does not appear | Does not appear | Does not appear | Does not appear | Does not appear | Does not appear | Does not appear | Does not appear | † – 64. díl (Ordinace v růžové zahradě 2)     | infarkt                      |
| MUDr. Tomáš Hruška                | Jiří Langmajer      | hlavní          | hlavní          | hlavní          | hlavní          | Does not appear | Does not appear | Does not appear | Does not appear | Does not appear | Does not appear | Does not appear | Does not appear | Does not appear | Does not appear | Does not appear | Does not appear | Does not appear | Does not appear | Does not appear | Does not appear | Does not appear | Does not appear | Does not appear | Does not appear |                                               |                              |
| MUDr. Karel Bílý                  | Igor Chmela         | hlavní          | hlavní          | hlavní          | hlavní          | Does not appear | Does not appear | Does not appear | Does not appear | Does not appear | Does not appear | Does not appear | Does not appear | Does not appear | Does not appear | Does not appear | Does not appear | Does not appear | Does not appear | Does not appear | Does not appear | Does not appear | Does not appear | Does not appear | Does not appear |                                               |                              |
| MUDr. Gita Petrová †              | Daniela Šinkorová   | hlavní          | hlavní          |                 | Does not appear | Does not appear | Does not appear | Does not appear | Does not appear | Does not appear | Does not appear | Does not appear | Does not appear | Does not appear | Does not appear | Does not appear | Does not appear | Does not appear | Does not appear | Does not appear | Does not appear | Does not appear | Does not appear | Does not appear | Does not appear | † – 195. díl (Ordinace v růžové zahradě)      | těžký úraz hlavy             |
| MUDr. Prokop Hrubý                | Ondřej Sokol        | Does not appear | hlavní          | hlavní          | Does not appear | Does not appear | Does not appear | Does not appear | Does not appear | Does not appear | Does not appear | Does not appear | Does not appear | Does not appear | Does not appear | Does not appear | Does not appear | Does not appear | Does not appear | Does not appear | Does not appear | Does not appear | Does not appear | Does not appear | Does not appear |                                               |                              |
| MUDr. Martina Hermanová           | Anna Polívková      | Does not appear | hlavní          | hlavní          | Does not appear | Does not appear | Does not appear | Does not appear | Does not appear | Does not appear | Does not appear | Does not appear | Does not appear | Does not appear | Does not appear | Does not appear | Does not appear | Does not appear | Does not appear | Does not appear | Does not appear | Does not appear | Does not appear | Does not appear | Does not appear |                                               |                              |
| MUDr. Michal Šebek                | Roman Zach          | hlavní          | hlavní          | Does not appear | Does not appear | Does not appear | Does not appear | Does not appear | Does not appear | Does not appear | Does not appear | Does not appear | Does not appear | Does not appear | Does not appear | Does not appear | Does not appear | Does not appear | Does not appear | Does not appear | Does not appear | Does not appear | Does not appear | Does not appear | hlavní          |                                               |                              |
| Postava                           | Obsazení            | 1               | 2               | 3               | 4               | 5               | 6               | 7               | 8               | 9               | 10              | 11              | 12              | 13              | 14              | 15              | 16              | 17              | 18              | 19              | 20              | 21              | 22              | 23              | 24              | Poznámky                                      |                              |
| Postava                           | Obsazení            | Řady            |                 |                 |                 |                 |                 |                 |                 |                 |                 |                 |                 |                 |                 |                 |                 |                 |                 |                 |                 |                 |                 |                 |                 | Poznámky                                      |                              |

### Zdravotní sestry
| Postava                   | Obsazení            | Řady            | Řady            | Řady            | Řady            | Řady            | Řady            | Řady            | Řady            | Řady            | Řady            | Řady            | Řady            | Řady            | Řady            | Řady            | Řady            | Řady            | Řady            | Řady            | Poznámky     | Příčina smrti |
| Postava                   | Obsazení            | 1               | 2               | 3               | 4               | 5               | 6               | 7               | 8               | 9               | 10              | 11              | 12              | 13              | 14              | 15              | 16              | 17              | 18              | 19              | Poznámky     | Příčina smrti |
| ------------------------- | ------------------- | --------------- | --------------- | --------------- | --------------- | --------------- | --------------- | --------------- | --------------- | --------------- | --------------- | --------------- | --------------- | --------------- | --------------- | --------------- | --------------- | --------------- | --------------- | --------------- | ------------ | ------------- |
| Babeta Hessová            | Barbora Štěpánová   | Does not appear | Does not appear | Does not appear | Does not appear | Does not appear | hlavní          | hlavní          | hlavní          | hlavní          | hlavní          | hlavní          | hlavní          | hlavní          | hlavní          | hlavní          | hlavní          | hlavní          | hlavní          | hlavní          |              |               |
| Tien Nguyen               | Ha Thanh Špetlíková | Does not appear | Does not appear | Does not appear | Does not appear | Does not appear | Does not appear | Does not appear | hlavní          | hlavní          | hlavní          | hlavní          | hlavní          | hlavní          | hlavní          | hlavní          | hlavní          | hlavní          | hlavní          | hlavní          |              |               |
| Lada Hrůzová              | Hana Kusnjerová     | Does not appear | Does not appear | Does not appear | Does not appear | Does not appear | Does not appear | Does not appear | Does not appear | Does not appear | Does not appear | hlavní          | hlavní          | hlavní          | hlavní          | hlavní          | hlavní          | hlavní          | hlavní          | hlavní          |              |               |
| Klára Stejskalová-Zachová | Agáta Kryštůfková   | Does not appear | Does not appear | Does not appear | Does not appear | Does not appear | Does not appear | Does not appear | Does not appear | Does not appear | Does not appear | Does not appear | Does not appear | Does not appear | Does not appear | hlavní          | hlavní          | hlavní          | hlavní          | hlavní          |              |               |
| Vilík Brouček             | Roman Štabrňák      | Does not appear | Does not appear | Does not appear | Does not appear | Does not appear | Does not appear | Does not appear | Does not appear | Does not appear | Does not appear | hlavní          | hlavní          | hlavní          | hlavní          | hlavní          | hlavní          | Does not appear | hlavní          | hlavní          |              |               |
| Radka Loudová             | Anna Slováčková †   | Does not appear | Does not appear | Does not appear | Does not appear | Does not appear | Does not appear | Does not appear | Does not appear | Does not appear | Does not appear | Does not appear | Does not appear | hlavní          | hlavní          | hlavní          | hlavní          | hlavní          | hlavní          | hlavní          |              |               |
| Eva Kalinová              | Patricie Pagáčová   | Does not appear | Does not appear | Does not appear | Does not appear | Does not appear | Does not appear | Does not appear | Does not appear | Does not appear | Does not appear | Does not appear | Does not appear | Does not appear | Does not appear | Does not appear | Does not appear | Does not appear | hlavní          | hlavní          |              |               |
| Květa Hrzánová            | Klára Oltová        | Does not appear | Does not appear | Does not appear | Does not appear | Does not appear | Does not appear | Does not appear | Does not appear | Does not appear | Does not appear | Does not appear | hlavní          | hlavní          | hlavní          | hlavní          | hlavní          | Does not appear | Does not appear | Does not appear |              |               |
| Kateřina Vránová          | Jana Stryková       | Does not appear | Does not appear | Does not appear | Does not appear | Does not appear | hlavní          | hlavní          | hlavní          | hlavní          | hlavní          | hlavní          | hlavní          | Does not appear | Does not appear | Does not appear | Does not appear | Does not appear | Does not appear | Does not appear |              |               |
| Stela Seifertová †        | Kamila Kikinčuková  | Does not appear | Does not appear | Does not appear | Does not appear | Does not appear | Does not appear | Does not appear | Does not appear | Does not appear | hlavní          |                 | Does not appear | Does not appear | Does not appear | Does not appear | Does not appear | Does not appear | Does not appear | Does not appear | † – 655. díl | autonehoda    |
| Monika Moravcová          | Zuzana Velichová    | Does not appear | Does not appear | Does not appear | Does not appear | Does not appear | Does not appear | Does not appear | Does not appear | Does not appear | Does not appear | hlavní          | hlavní          | Does not appear | Does not appear | Does not appear | Does not appear | Does not appear | Does not appear | Does not appear |              |               |
| Aloisie Kolomazníková     | Jana Boušková       | Does not appear | Does not appear | Does not appear | Does not appear | Does not appear | Does not appear | Does not appear | Does not appear | Does not appear | Does not appear | hlavní          | hlavní          | hlavní          | hlavní          | hlavní          | hlavní          | Does not appear | Does not appear | Does not appear |              |               |
| Vendulka Čížková          | Veronika Jeníková   | hlavní          | hlavní          | hlavní          | hlavní          | hlavní          | hlavní          | Does not appear | Does not appear | Does not appear | Does not appear | Does not appear | Does not appear | Does not appear | Does not appear | Does not appear | Does not appear | Does not appear | Does not appear | Does not appear |              |               |
| Zuzana Tichá              | Veronika Gajerová   | Does not appear | hlavní          | hlavní          | hlavní          | hlavní          | hlavní          | hlavní          | hlavní          | hlavní          | Does not appear | Does not appear | Does not appear | Does not appear | Does not appear | Does not appear | Does not appear | Does not appear | Does not appear | Does not appear |              |               |
| Gabriela Šímová           | Sandra Nováková     | Does not appear | hlavní          | hlavní          | hlavní          | hlavní          | hlavní          | hlavní          | hlavní          | hlavní          | hlavní          | Does not appear | Does not appear | Does not appear | Does not appear | Does not appear | Does not appear | Does not appear | Does not appear | Does not appear |              |               |
| Markéta Hrubá             | Jitka Čvančarová    | hlavní          | hlavní          | hlavní          | Does not appear | Does not appear | Does not appear | Does not appear | Does not appear | Does not appear | Does not appear | Does not appear | Does not appear | Does not appear | Does not appear | Does not appear | Does not appear | Does not appear | Does not appear | Does not appear |              |               |
| Kamila Váchová            | Linda Rybová        | hlavní          | Does not appear | Does not appear | Does not appear | Does not appear | Does not appear | Does not appear | Does not appear | Does not appear | Does not appear | Does not appear | Does not appear | Does not appear | Does not appear | Does not appear | Does not appear | Does not appear | Does not appear | Does not appear |              |               |
| Alena Veverková           | Lenka Zahradnická   | Does not appear | Does not appear | hlavní          | hlavní          | hlavní          | hlavní          | Does not appear | Does not appear | Does not appear | Does not appear | Does not appear | Does not appear | Does not appear | Does not appear | Does not appear | Does not appear | Does not appear | Does not appear | Does not appear |              |               |
| Eliška Slavíková          | Miluše Bittnerová   | Does not appear | Does not appear | Does not appear | hlavní          | hlavní          | hlavní          | hlavní          | hlavní          | Does not appear | Does not appear | Does not appear | Does not appear | Does not appear | Does not appear | Does not appear | Does not appear | Does not appear | Does not appear | Does not appear |              |               |
| Barbora Barešová          | Nikol Kouklová      | Does not appear | Does not appear | Does not appear | Does not appear | hlavní          | Does not appear | Does not appear | Does not appear | Does not appear | Does not appear | Does not appear | Does not appear | Does not appear | Does not appear | Does not appear | Does not appear | Does not appear | Does not appear | Does not appear |              |               |
| Martina Všetečková        | Kristýna Nováková   | Does not appear | Does not appear | hlavní          | hlavní          | hlavní          | Does not appear | Does not appear | Does not appear | Does not appear | Does not appear | Does not appear | Does not appear | Does not appear | Does not appear | Does not appear | Does not appear | Does not appear | Does not appear | Does not appear |              |               |
| Helena Hradecká           | Andrea Černá        | Does not appear | Does not appear | Does not appear | Does not appear | Does not appear | Does not appear | Does not appear | hlavní          | hlavní          | hlavní          | hlavní          | Does not appear | Does not appear | Does not appear | Does not appear | Does not appear | Does not appear | Does not appear | Does not appear |              |               |
| Postava                   | Obsazení            | 1               | 2               | 3               | 4               | 5               | 6               | 7               | 8               | 9               | 10              | 11              | 12              | 13              | 14              | 15              | 16              | 17              | 18              | 19              | Poznámky     |               |
| Postava                   | Obsazení            | Řady            |                 |                 |                 |                 |                 |                 |                 |                 |                 |                 |                 |                 |                 |                 |                 |                 |                 |                 | Poznámky     |               |

### Ostatní
| Postava                   | Obsazení            | Řady            | Řady            | Řady            | Řady            | Řady            | Řady            | Řady            | Řady            | Řady            | Řady            | Řady            | Řady            | Řady            | Řady            | Řady            | Řady            | Řady            | Řady            | Řady            | Poznámky | Příčina smrti                 |
| Postava                   | Obsazení            | 1               | 2               | 3               | 4               | 5               | 6               | 7               | 8               | 9               | 10              | 11              | 12              | 13              | 14              | 15              | 16              | 17              | 18              | 19              | Poznámky | Příčina smrti                 |
| ------------------------- | ------------------- | --------------- | --------------- | --------------- | --------------- | --------------- | --------------- | --------------- | --------------- | --------------- | --------------- | --------------- | --------------- | --------------- | --------------- | --------------- | --------------- | --------------- | --------------- | --------------- | --- | ----------------------------- |
| Lucie Vágnerová           | Ivana Jirešová      | hlavní          | hlavní          | hlavní          | hlavní          | hlavní          | hlavní          | hlavní          | hlavní          | hlavní          | hlavní          | hlavní          | hlavní          | hlavní          | hlavní          | hlavní          | hlavní          | hlavní          | hlavní          | hlavní          | Barmanka, sestra Gity a Pavla, ex-partnerka Romana, Radka, Tomáše, Marka, Radima, Darka, partnerka Martina, matka Gity a Alžběty |                               |
| Darina Márová             | Mahulena Bočanová   | Does not appear | Does not appear | Does not appear | Does not appear | Does not appear | Does not appear | Does not appear | Does not appear | Does not appear | Does not appear | Does not appear | Does not appear | Does not appear | Does not appear | hlavní          | hlavní          | hlavní          | hlavní          | hlavní          | |                               |
| Ing. Jindřich Valšík      | Vlastimil Zavřel    | Does not appear | Does not appear | hlavní          | hlavní          | hlavní          | hlavní          | hlavní          | hlavní          | hlavní          | hlavní          | hlavní          | hlavní          | hlavní          | hlavní          | hlavní          | hlavní          | Does not appear | Does not appear | Does not appear | |                               |
| Ludvík Hečko              | Zdeněk Godla        | Does not appear | Does not appear | Does not appear | Does not appear | Does not appear | Does not appear | Does not appear | Does not appear | Does not appear | Does not appear | Does not appear | Does not appear | Does not appear | Does not appear | hlavní          | hlavní          | Does not appear | hlavní          | hlavní          | |                               |
| kpt. Mgr. Sandra Hájková  | Sarah Haváčová      | Does not appear | Does not appear | Does not appear | Does not appear | Does not appear | Does not appear | Does not appear | Does not appear | Does not appear | Does not appear | Does not appear | Does not appear | Does not appear | Does not appear | Does not appear | Does not appear | hlavní          | hlavní          | hlavní          | |                               |
| Helga Švarcová            | Martina Randová     | Does not appear | Does not appear | Does not appear | Does not appear | Does not appear | Does not appear | Does not appear | Does not appear | Does not appear | hlavní          | hlavní          | hlavní          | hlavní          | hlavní          | hlavní          | hlavní          | Does not appear | Does not appear | Does not appear | |                               |
| Libuše Hečková            | Lenka Termerová     | Does not appear | Does not appear | Does not appear | Does not appear | Does not appear | Does not appear | Does not appear | Does not appear | Does not appear | Does not appear | Does not appear | Does not appear | Does not appear | Does not appear | hlavní          | hlavní          | Does not appear | Does not appear | Does not appear | |                               |
| JUDr. Naďa Růžičková      | Lucie Zedníčková    | Does not appear | Does not appear | Does not appear | Does not appear | Does not appear | Does not appear | Does not appear | Does not appear | Does not appear | Does not appear | hlavní          | hlavní          | hlavní          | Does not appear | Does not appear | hlavní          | Does not appear | Does not appear | Does not appear | |                               |
| kpt. Bc. Josef Rada       | Svatopluk Schuller  | Does not appear | hlavní          | Does not appear | Does not appear | Does not appear | Does not appear | Does not appear | Does not appear | Does not appear | Does not appear | Does not appear | Does not appear | Does not appear | hlavní          | hlavní          | hlavní          | hlavní          | hlavní          | hlavní          | |                               |
| kpt. Bc. Petr Janák       | Vojtěch Efler       | Does not appear | Does not appear | Does not appear | Does not appear | Does not appear | Does not appear | Does not appear | hlavní          | Does not appear | Does not appear | hlavní          | hlavní          | hlavní          | hlavní          | hlavní          | hlavní          | Does not appear | Does not appear | Does not appear | |                               |
| por. Mgr Soňa Šachlová    | Veronika Bellová    | Does not appear | Does not appear | Does not appear | Does not appear | Does not appear | Does not appear | Does not appear | Does not appear | Does not appear | Does not appear | Does not appear | Does not appear | Does not appear | Does not appear | Does not appear | Does not appear | Does not appear | hlavní          | Does not appear | |                               |
| doc. MUDr. Martin Karabec | Daniel Šváb         | Does not appear | Does not appear | Does not appear | Does not appear | hlavní          | Does not appear | Does not appear | Does not appear | Does not appear | hlavní          | hlavní          | Does not appear | Does not appear | Does not appear | Does not appear | hlavní          | hlavní          | Does not appear | Does not appear | |                               |
| Dorka Poláková †          | Lucie Černíková     | hlavní          | hlavní          | hlavní          | hlavní          | hlavní          | hlavní          | hlavní          | Does not appear | Does not appear | Does not appear | Does not appear | Does not appear | Does not appear | Does not appear | Does not appear |                 | Does not appear | Does not appear | Does not appear | † - 1012. díl | shozena z mostu               |
| Vašek Pokorný             | Daniel Rchichev     | Does not appear | Does not appear | Does not appear | Does not appear | Does not appear | Does not appear | Does not appear | Does not appear | Does not appear | hlavní          | hlavní          | Does not appear | Does not appear | Does not appear | Does not appear | Does not appear | Does not appear | Does not appear | Does not appear | |                               |
| Eliška Pokorná            | Karina Rchichev     | Does not appear | Does not appear | Does not appear | Does not appear | Does not appear | Does not appear | Does not appear | Does not appear | Does not appear | hlavní          | hlavní          | Does not appear | Does not appear | Does not appear | Does not appear | Does not appear | Does not appear | Does not appear | Does not appear | |                               |
| Robert Hanzl              | Daniel Tůma         | Does not appear | Does not appear | Does not appear | Does not appear | Does not appear | Does not appear | Does not appear | Does not appear | Does not appear | Does not appear | Does not appear | Does not appear | Does not appear | Does not appear | Does not appear | Does not appear | hlavní          | Does not appear | Does not appear | |                               |
| Tibor Foldýn †            | Pavel Kříž          | Does not appear | Does not appear | Does not appear | Does not appear | Does not appear | Does not appear | Does not appear | Does not appear | Does not appear | Does not appear | Does not appear | Does not appear | Does not appear | Does not appear | Does not appear | hlavní          | Does not appear | Does not appear | Does not appear | † - 1025. díl | zabit v sebeobraně            |
| Anna Seifertová           | Petra Špindlerová   | Does not appear | Does not appear | Does not appear | Does not appear | Does not appear | Does not appear | Does not appear | Does not appear | Does not appear | hlavní          | hlavní          | Does not appear | Does not appear | Does not appear | Does not appear | Does not appear | Does not appear | Does not appear | Does not appear | |                               |
| Jiří Linhart              | Adam Kraus          | Does not appear | Does not appear | Does not appear | Does not appear | Does not appear | Does not appear | Does not appear | Does not appear | hlavní          | hlavní          | hlavní          | hlavní          | Does not appear | Does not appear | Does not appear | Does not appear | Does not appear | Does not appear | Does not appear | |                               |
| Jolana Lepařová           | Iva Hüttnerová      | Does not appear | Does not appear | Does not appear | Does not appear | Does not appear | hlavní          | hlavní          | hlavní          | hlavní          | hlavní          | hlavní          | hlavní          | hlavní          | Does not appear | Does not appear | Does not appear | Does not appear | Does not appear | Does not appear | |                               |
| Simona Šímová             | Pavla Drtinová      | Does not appear | Does not appear | Does not appear | Does not appear | Does not appear | Does not appear | Does not appear | Does not appear | hlavní          | hlavní          | hlavní          | hlavní          | hlavní          | Does not appear | Does not appear | Does not appear | Does not appear | Does not appear | Does not appear | |                               |
| Luboš Kosmata             | Alexej Pyško        | Does not appear | hlavní          | hlavní          | hlavní          | hlavní          | hlavní          | hlavní          | Does not appear | Does not appear | Does not appear | Does not appear | Does not appear | Does not appear | Does not appear | Does not appear | Does not appear | Does not appear | Does not appear | Does not appear | |                               |
| Barbora Sojková           | Marie Štěchová      | Does not appear | Does not appear | hlavní          | hlavní          | hlavní          | hlavní          | hlavní          | hlavní          | Does not appear | Does not appear | Does not appear | Does not appear | Does not appear | Does not appear | Does not appear | Does not appear | Does not appear | Does not appear | Does not appear | |                               |
| Filip Vajner              | Filip Tomsa         | Does not appear | hlavní          | hlavní          | Does not appear | hlavní          | hlavní          | hlavní          | hlavní          | Does not appear | Does not appear | Does not appear | Does not appear | Does not appear | Does not appear | Does not appear | Does not appear | Does not appear | Does not appear | Does not appear | |                               |
| Leona Hrubá               | Alena Procházková   | Does not appear | hlavní          | hlavní          | Does not appear | hlavní          | hlavní          | hlavní          | hlavní          | Does not appear | hlavní          | Does not appear | Does not appear | Does not appear | Does not appear | Does not appear | Does not appear | Does not appear | Does not appear | Does not appear | |                               |
| Jakub Konrád              | Ondřej Rychlý       | Does not appear | Does not appear | Does not appear | Does not appear | Does not appear | hlavní          | hlavní          | Does not appear | Does not appear | Does not appear | Does not appear | Does not appear | Does not appear | Does not appear | Does not appear | Does not appear | Does not appear | Does not appear | Does not appear | |                               |
| Max Suchý                 | Ben Cristovao       | Does not appear | Does not appear | Does not appear | Does not appear | Does not appear | hlavní          | hlavní          | Does not appear | Does not appear | Does not appear | Does not appear | Does not appear | Does not appear | Does not appear | Does not appear | Does not appear | Does not appear | Does not appear | Does not appear | |                               |
| Ing. Jan Haken †          | Martin Trnavský     | Does not appear | Does not appear | Does not appear |                 | Does not appear | Does not appear | Does not appear | Does not appear | Does not appear | Does not appear | Does not appear | Does not appear | Does not appear | Does not appear | Does not appear | Does not appear | Does not appear | Does not appear | Does not appear | † – 86. díl (Ordinace v růžové zahradě 2)                                                                                        | prasklá aorta po pádu z výšky |
| Anna Fryntová             | Anna Stropnická     | Does not appear | Does not appear | hlavní          | hlavní          | hlavní          | hlavní          | Does not appear | hlavní          | Does not appear | Does not appear | Does not appear | Does not appear | Does not appear | Does not appear | Does not appear | Does not appear | Does not appear | Does not appear | Does not appear | |                               |
| Lenka Váchová             | Barbora Petrová     | hlavní          | hlavní          | hlavní          | Does not appear | Does not appear | Does not appear | Does not appear | hlavní          | Does not appear | Does not appear | Does not appear | Does not appear | Does not appear | Does not appear | Does not appear | Does not appear | Does not appear | Does not appear | Does not appear | |                               |
| Sylva Petrová             | Veronika Arichteva  | hlavní          | hlavní          | hlavní          | hlavní          | hlavní          | hlavní          | Does not appear | Does not appear | Does not appear | Does not appear | Does not appear | Does not appear | Does not appear | Does not appear | Does not appear | Does not appear | Does not appear | Does not appear | Does not appear | |                               |
| Brigita Volná             | Veronika Petrová    | Does not appear | Does not appear | Does not appear | Does not appear | hlavní          | hlavní          | Does not appear | Does not appear | Does not appear | Does not appear | Does not appear | Does not appear | Does not appear | Does not appear | Does not appear | Does not appear | Does not appear | Does not appear | Does not appear | |                               |
| Cecílie Valšíková †       | Zdena Herfortová    | Does not appear | Does not appear | hlavní          |                 | Does not appear | Does not appear | Does not appear | Does not appear | Does not appear | Does not appear | Does not appear | Does not appear | Does not appear | Does not appear | Does not appear | Does not appear | Does not appear | Does not appear | Does not appear | † – 98. díl (Ordinace v růžové zahradě 2)                                                                                        | stenóza krkavice              |
| Ivan Rudovský             | Miroslav Dvořák     | Does not appear | Does not appear | Does not appear | hlavní          | hlavní          | hlavní          | Does not appear | Does not appear | hlavní          | hlavní          | hlavní          | Does not appear | Does not appear | Does not appear | Does not appear | Does not appear | Does not appear | Does not appear | Does not appear | |                               |
| Jasmína Hanáková †        | Natálie Topinková   | Does not appear | Does not appear | Does not appear | hlavní          | Does not appear | Does not appear | Does not appear | Does not appear | Does not appear | Does not appear | Does not appear | Does not appear | Does not appear | Does not appear | Does not appear | Does not appear | Does not appear | Does not appear | Does not appear | |                               |
| Radek Kárský              | Pavel Kolban        | Does not appear | Does not appear | Does not appear | hlavní          | hlavní          | hlavní          | Does not appear | Does not appear | Does not appear | Does not appear | Does not appear | Does not appear | Does not appear | Does not appear | Does not appear | Does not appear | Does not appear | Does not appear | Does not appear | |                               |
| Kateřina Slavíková        | Michaela Doubravová | Does not appear | Does not appear | Does not appear | hlavní          | Does not appear | Does not appear | Does not appear | Does not appear | Does not appear | Does not appear | Does not appear | Does not appear | Does not appear | Does not appear | Does not appear | Does not appear | Does not appear | Does not appear | Does not appear | |                               |
| Kristýna Hanáková         | Kristýna Janáčková  | Does not appear | Does not appear | Does not appear | hlavní          | hlavní          | hlavní          | Does not appear | Does not appear | Does not appear | Does not appear | Does not appear | Does not appear | Does not appear | Does not appear | Does not appear | Does not appear | Does not appear | Does not appear | Does not appear | |                               |
| Leopold Řeháček           | Jan Vlasák          | Does not appear | Does not appear | hlavní          | hlavní          | hlavní          | hlavní          | Does not appear | Does not appear | Does not appear | Does not appear | Does not appear | Does not appear | Does not appear | Does not appear | Does not appear | Does not appear | Does not appear | Does not appear | Does not appear | |                               |
| Marek Barna               | Martin Holec        | Does not appear | Does not appear | hlavní          | hlavní          | hlavní          | hlavní          | Does not appear | Does not appear | Does not appear | Does not appear | Does not appear | Does not appear | Does not appear | Does not appear | Does not appear | Does not appear | Does not appear | Does not appear | Does not appear | |                               |
| Pavel Vácha               | David Prachař       | hlavní          | hlavní          | Does not appear | Does not appear | Does not appear | Does not appear | Does not appear | Does not appear | Does not appear | Does not appear | Does not appear | Does not appear | Does not appear | Does not appear | Does not appear | Does not appear | Does not appear | Does not appear | Does not appear | |                               |
| Marta Tichá               | Vlasta Žehrová      | Does not appear | Does not appear | Does not appear | hlavní          | hlavní          | hlavní          | hlavní          | Does not appear | Does not appear | Does not appear | Does not appear | Does not appear | Does not appear | Does not appear | Does not appear | Does not appear | Does not appear | Does not appear | Does not appear | |                               |
| Matěj Povýšil             | Jan Cina            | Does not appear | Does not appear | Does not appear | hlavní          | hlavní          | hlavní          | hlavní          | hlavní          | Does not appear | Does not appear | Does not appear | Does not appear | Does not appear | Does not appear | Does not appear | Does not appear | Does not appear | Does not appear | Does not appear | |                               |
| Martin Jánský             | Vladimír Kratina    | Does not appear | Does not appear | Does not appear | Does not appear | Does not appear | Does not appear | hlavní          | hlavní          | hlavní          | hlavní          | Does not appear | Does not appear | Does not appear | Does not appear | Does not appear | Does not appear | Does not appear | Does not appear | Does not appear | |                               |
| Cyril Koliha              | Pavel Soukup        | Does not appear | Does not appear | Does not appear | Does not appear | Does not appear | Does not appear | Does not appear | Does not appear | Does not appear | hlavní          | Does not appear | Does not appear | Does not appear | Does not appear | Does not appear | Does not appear | Does not appear | Does not appear | Does not appear | |                               |
| Postava                   | Obsazení            | 1               | 2               | 3               | 4               | 5               | 6               | 7               | 8               | 9               | 10              | 11              | 12              | 13              | 14              | 15              | 16              | 17              | 18              | 19              | Poznámky |                               |
| Postava                   | Obsazení            | Řady            |                 |                 |                 |                 |                 |                 |                 |                 |                 |                 |                 |                 |                 |                 |                 |                 |                 |                 | Poznámky |                               |

## Seznam řad
| Řada                                         | Díly                      | Premiéra                  | Premiéra                  |
| Řada                                         | Díly                      | První díl                 | Poslední díl              |
| Ordinace v růžové zahradě                    | Ordinace v růžové zahradě | Ordinace v růžové zahradě | Ordinace v růžové zahradě |
| -------------------------------------------- | ------------------------- | ------------------------- | ------------------------- |
| 1                                            | 86                        | 6. září 2005              | 29. června 2006           |
| 2                                            | 72                        | 24. srpna 2006            | 27. června 2007           |
| 3                                            | 37                        | 28. srpna 2007            | 10. ledna 2008            |
| Ordinace v růžové zahradě 2 (TV Nova)        |                           |                           |                           |
| 3                                            | 44                        | 15. ledna 2008            | 12. června 2008           |
| 4                                            | 79                        | 2. září 2008              | 25. června 2009           |
| 5                                            | 81                        | 25. srpna 2009            | 24. června 2010           |
| 6                                            | 72                        | 24. srpna 2010            | 16. června 2011           |
| 7                                            | 74                        | 30. srpna 2011            | 21. června 2012           |
| 8                                            | 76                        | 28. srpna 2012            | 20. června 2013           |
| 9                                            | 80                        | 27. srpna 2013            | 19. června 2014           |
| 10                                           | 80                        | 26. srpna 2014            | 18. června 2015           |
| 11                                           | 80                        | 25. srpna 2015            | 16. června 2016           |
| 12                                           | 80                        | 30. srpna 2016            | 15. června 2017           |
| 13                                           | 80                        | 22. srpna 2017            | 14. června 2018           |
| 14                                           | 80                        | 28. srpna 2018            | 13. června 2019           |
| 15                                           | 62                        | 27. srpna 2019            | 9. dubna 2020             |
| 16                                           | 57                        | 27. srpna 2020            | 10. června 2021           |
| Ordinace v růžové zahradě 2 (Voyo a Oneplay) |                           |                           |                           |
| 17                                           | 20                        | 2. září 2021              | 27. ledna 2022            |
| 18                                           | 26                        | 3. února 2022             | 28. července 2022         |
| 19                                           | 16                        | 4. srpna 2022             | 17. listopadu 2022        |
| 20                                           | 22                        | 19. ledna 2023            | 20. června 2023           |
| 21                                           | 24                        | 26. června 2023           | 4. prosince 2023          |
| 22                                           | 22                        | 15. ledna 2024            | 10. června 2024           |
| 23                                           | 24                        | 24. června 2024           | 2. prosince 2024          |
| 24                                           | 22                        | 6. ledna 2025             | 2. června 2025            |
| 25                                           | 24                        | 23. června 2025           | 1. prosince 2025          |

## Spin-off
V dubnu 2013 se poprvé začalo mluvit o novém seriálu Doktoři z Počátků, který je současně i spin-off seriálu Ordinace v růžové zahradě. Seriály mezi sebou spojuje postava MUDr. Oty Kováře (Martin Stránský), který si přijel do Počátek udělat atestaci, poté, co jeho dcera byla součástí dopravní nehody, po které zůstala na invalidním vozíku. Kovář v Počátcích však zůstává i nadále. TV Nova nasadila seriál poprvé 25. června 2013 a vysílala ho po celé léto 2013 místo Ordinace, tedy v úterý a ve čtvrtek od 20:20 hodin. První díl seriálu sledovalo 2,276 milionů diváků. Po velkém úspěchu se televize rozhodla vrátit seriál i na podzim a věnovala mu nedělní prime time. Od podzimu 2014 se seriál vysílal dvakrát týdně v pondělí a ve středu. Na jaře 2015 se seriál opět vysílal jednou týdně v pondělí. Na podzim 2015 se seriál vysílal ve středu ve 21:30, hned po kulinářské show MasterChef. Poslední 4 díly se odvysílaly na jaře 2016, a to 2 díly za sebou v pondělí 4. ledna a zbylé 2 díly 11. ledna. V posledním díle Ota opustil Počátky, protože jeho přítelkyně Lída ztratila paměť a vrátila se k bývalému manželovi. Ota se pak vrátil do kamenické nemocnice.

## Přesun na placenou platformu
V listopadu 2020 bylo rozhodnuto, že natáčení seriálu bude po 15 letech ukončeno. 16. řada měla být tou poslední, přičemž finále seriálu bylo naplánováno na červen 2021. Tím měl být ukončen děj všech postav a celého seriálu. V následujících měsících se ale objevovaly náznaky, že by seriál v pozměněné podobě měl pokračovat i na podzim roku 2021. Tehdy se objevila informace, že by nově mohl být k dispozici primárně na videoportálu Voyo.
Televize Nova 8. června 2021 potvrdila, že bude v natáčení seriálu pokračovat. Nové epizody však již nebudou vysílány v TV, ale budou dostupné pouze pro předplatitele služby Voyo. Ve čtvrtek 13. ledna 2022 byl však na televizní obrazovce (v hlavním vysílacím čase na programu Nova Gold) uveden první z nových dílů Sůl do starých ran, který měl v září 2021 premiéru na webovém portálu Voyo.

## Šéfautoři seriálu
- Lucie Konečná a Magdaléna Turnovská (2005–2007)
- Barbara Bulvová a Jan Coufal (2007–2009)
- Barbara Bulvová, Jan Coufal a Lucie Paulová (2009–2010)
- Lucie Paulová a Magdaléna Bittnerová (2010–2011)
- Lucie Paulová, Magdaléna Bittnerová a David Litvák (2011–2013)
- Lucie Paulová (2013–2016)
- Magdaléna Bittnerová (2016–2020)
- Magdaléna Bittnerová a Jan Gardner (2020–2021)
- Kateřina Gardner a Jan Gardner (2021)
- Magdaléna Bittnerová (2021)
- Zuzana Dzurindová (od 2021)
- Magdaléna Bittnerová (od 2022)

## Ocenění a nominace
| Rok  | Ocenění   | Kategorie   | Nominace                    | Výsledek  | Ref.          |
| ---- | --------- | ----------- | --------------------------- | --------- | ------------- |
| 2005 | TýTý      | Herečka     | Daniela Šinkorová           | vítězství | [ 16 ]        |
| 2005 | TýTý      | Herec       | Roman Zach                  | vítězství | [ 16 ]        |
| 2005 | TýTý      | Herec       | Ladislav Potměšil           | nominace  | [ 16 ]        |
| 2005 | TýTý      | Seriál roku | Ordinace v růžové zahradě   | nominace  | [ 16 ]        |
| 2005 | TýTý      | Objev roku  | Ivana Jirešová              | vítězství | [ 16 ]        |
| 2005 | ANNO      | Pořad roku  | Ordinace v růžové zahradě   | vítězství | [ 17 ]        |
| 2006 | Ceny Elsa | Pořad       | Ordinace v růžové zahradě   | nominace  | [ 18 ] [ 19 ] |
| 2006 | Ceny Elsa | Scénář      | Lucie Konečná a další       | nominace  | [ 18 ] [ 19 ] |
| 2006 | TýTý      | Herečka     | Daniela Šinkorová           | vítězství | [ 20 ]        |
| 2006 | TýTý      | Herec       | Ladislav Potměšil           | nominace  | [ 20 ]        |
| 2006 | TýTý      | Herec       | Petr Rychlý                 | nominace  | [ 20 ]        |
| 2006 | TýTý      | Seriál roku | Ordinace v růžové zahradě   | vítězství | [ 20 ]        |
| 2006 | ANNO      | Žena roku   | Daniela Šinkorová           | vítězství | [ 21 ]        |
| 2006 | ANNO      | Muž roku    | Petr Rychlý                 | nominace  | [ 21 ]        |
| 2006 | ANNO      | Pořad roku  | Ordinace v růžové zahradě   | vítězství | [ 21 ]        |
| 2007 | TýTý      | Herečka     | Zlata Adamovská             | nominace  | [ 22 ]        |
| 2007 | TýTý      | Herec       | Ladislav Potměšil           | nominace  | [ 22 ]        |
| 2007 | TýTý      | Herec       | Petr Rychlý                 | nominace  | [ 22 ]        |
| 2007 | TýTý      | Seriál roku | Ordinace v růžové zahradě   | nominace  | [ 22 ]        |
| 2007 | ANNO      | Žena roku   | Zlata Adamovská             | nominace  | [ 23 ]        |
| 2007 | ANNO      | Pořad roku  | Ordinace v růžové zahradě   | vítězství | [ 23 ]        |
| 2008 | TýTý      | Herečka     | Zlata Adamovská             | nominace  | [ 24 ]        |
| 2008 | TýTý      | Seriál roku | Ordinace v růžové zahradě 2 | vítězství | [ 24 ]        |
| 2008 | ANNO      | Žena roku   | Zlata Adamovská             | vítězství | [ 25 ]        |
| 2008 | ANNO      | Pořad roku  | Ordinace v růžové zahradě   | vítězství | [ 25 ]        |
| 2009 | TýTý      | Herečka     | Zlata Adamovská             | nominace  | [ 26 ]        |
| 2009 | TýTý      | Herečka     | Dana Morávková              | nominace  | [ 26 ]        |
| 2009 | TýTý      | Herec       | Jan Šťastný                 | nominace  | [ 26 ]        |
| 2009 | TýTý      | Seriál roku | Ordinace v růžové zahradě 2 | nominace  | [ 26 ]        |
| 2010 | TýTý      | Herec       | Petr Rychlý                 | nominace  | [ 27 ]        |
| 2010 | TýTý      | Herečka     | Zlata Adamovská             | nominace  | [ 27 ]        |
| 2010 | TýTý      | Seriál roku | Ordinace v růžové zahradě 2 | nominace  | [ 27 ]        |
| 2011 | TýTý      | Herečka     | Zlata Adamovská             | nominace  | [ 28 ]        |
| 2011 | TýTý      | Herečka     | Dana Morávková              | nominace  | [ 28 ]        |
| 2011 | TýTý      | Herec       | Petr Rychlý                 | nominace  | [ 28 ]        |
| 2011 | TýTý      | Seriál roku | Ordinace v růžové zahradě 2 | nominace  | [ 28 ]        |
| 2012 | TýTý      | Herečka     | Zlata Adamovská             | nominace  | [ 29 ] [ 30 ] |
| 2012 | TýTý      | Herečka     | Dana Morávková              | nominace  | [ 29 ] [ 30 ] |
| 2012 | TýTý      | Seriál roku | Ordinace v růžové zahradě 2 | nominace  | [ 29 ] [ 30 ] |
| 2013 | TýTý      | Herečka     | Zlata Adamovská             | nominace  | [ 31 ] [ 32 ] |
| 2013 | TýTý      | Seriál roku | Ordinace v růžové zahradě 2 | nominace  | [ 31 ] [ 32 ] |
| 2014 | TýTý      | Herečka     | Zlata Adamovská             | nominace  |               |